# Сары-Булак (Кыз-Кёльский айылный аймак)
Сары-Булак (кирг. Сары-Булак) — село в Сузакском районе Джалал-Абадской области Кыргызстана. Входит в состав Сары-Булакского айылного аймака.

## География
Село расположено в юго-восточной части области, на правом берегу реки Кёгарт, на расстоянии приблизительно 35 километров (по прямой) к северо-востоку от села Сузак, административного центра района. Абсолютная высота — 1176 метров над уровнем моря.

## Население
Согласно оценочным данным Национального статистического комитета Кыргызской Республики, численность населения села на начало 2023 года составляла 939 человек.
| год     | 2009 | 2014 | 2015 | 2020 | 2021 | 2023 |
| ------- | ---- | ---- | ---- | ---- | ---- | ---- |
| человек | 780  | 836  | 780  | 842  | 912  | 939  |